# المعيطيب (ماوية)

تعديل مصدري - تعديل

المعيطيب  هي إحدى قرى مديرية ماوية بمحافظة تعز اليمنية، بلغ تعداد سكانها 1576 نسمة حسب التعداد السكاني في اليمن في 2004.